# 長野県道189号中新田富士見線

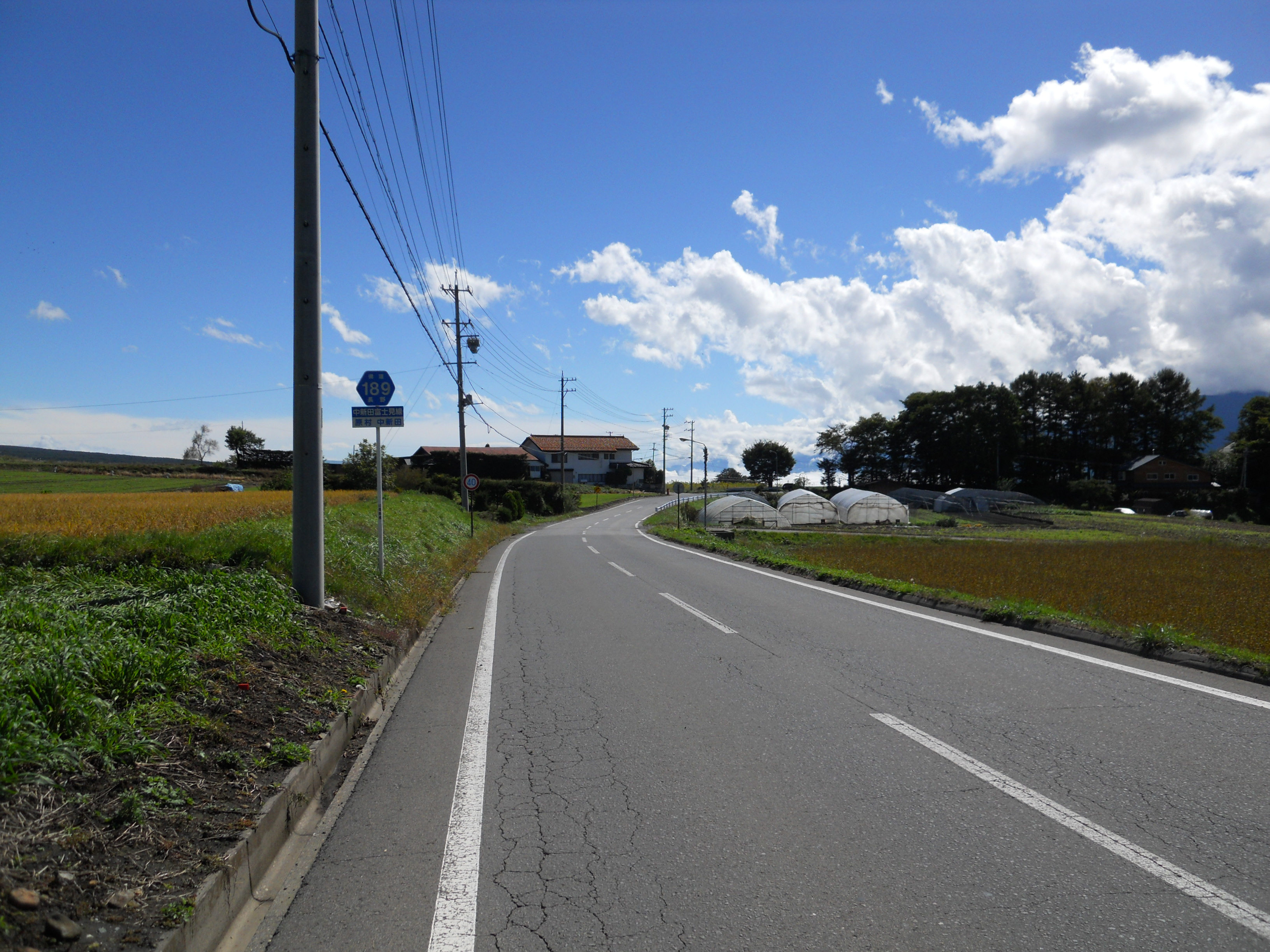
原村中新田付近

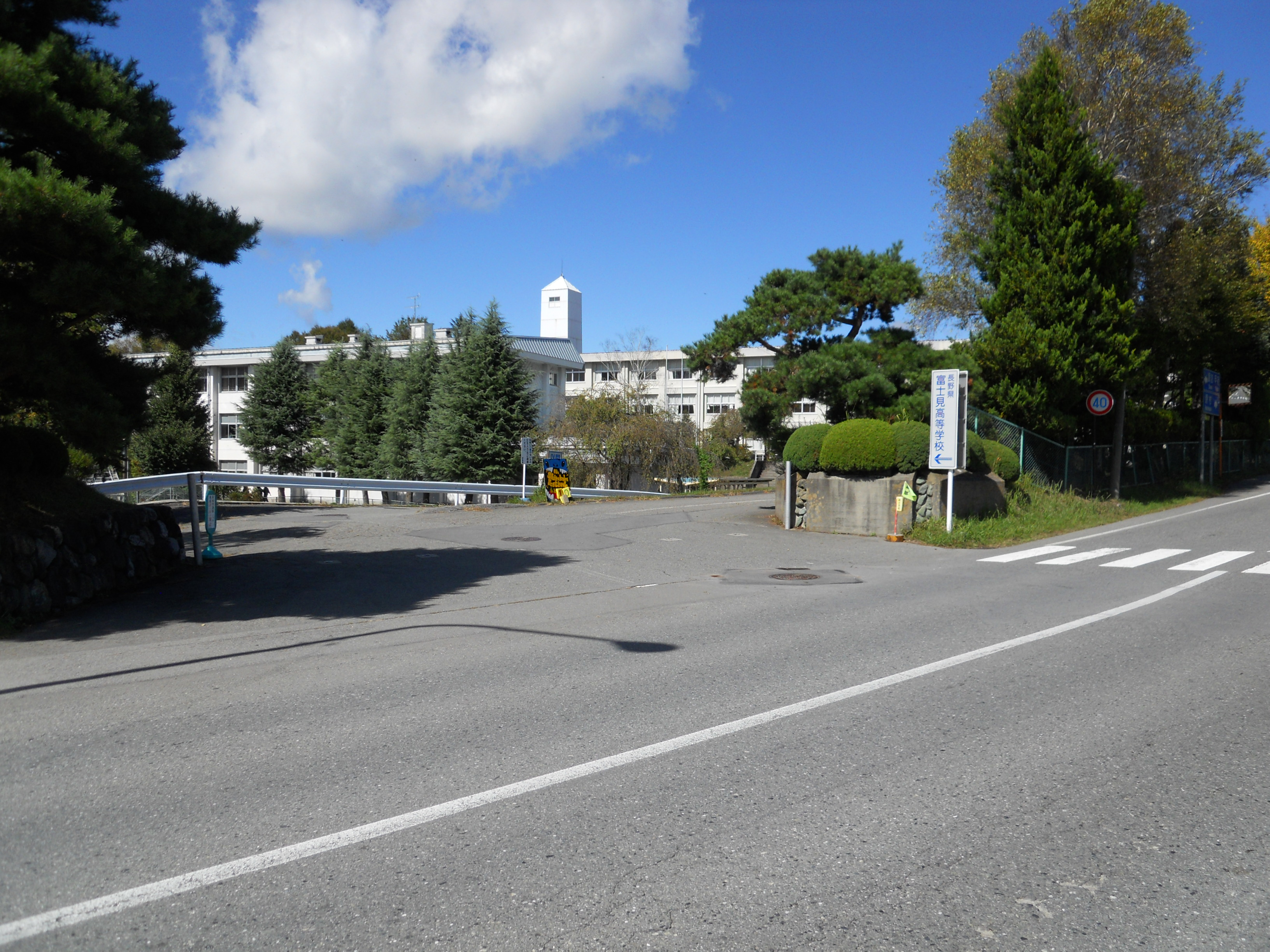
富士見高校

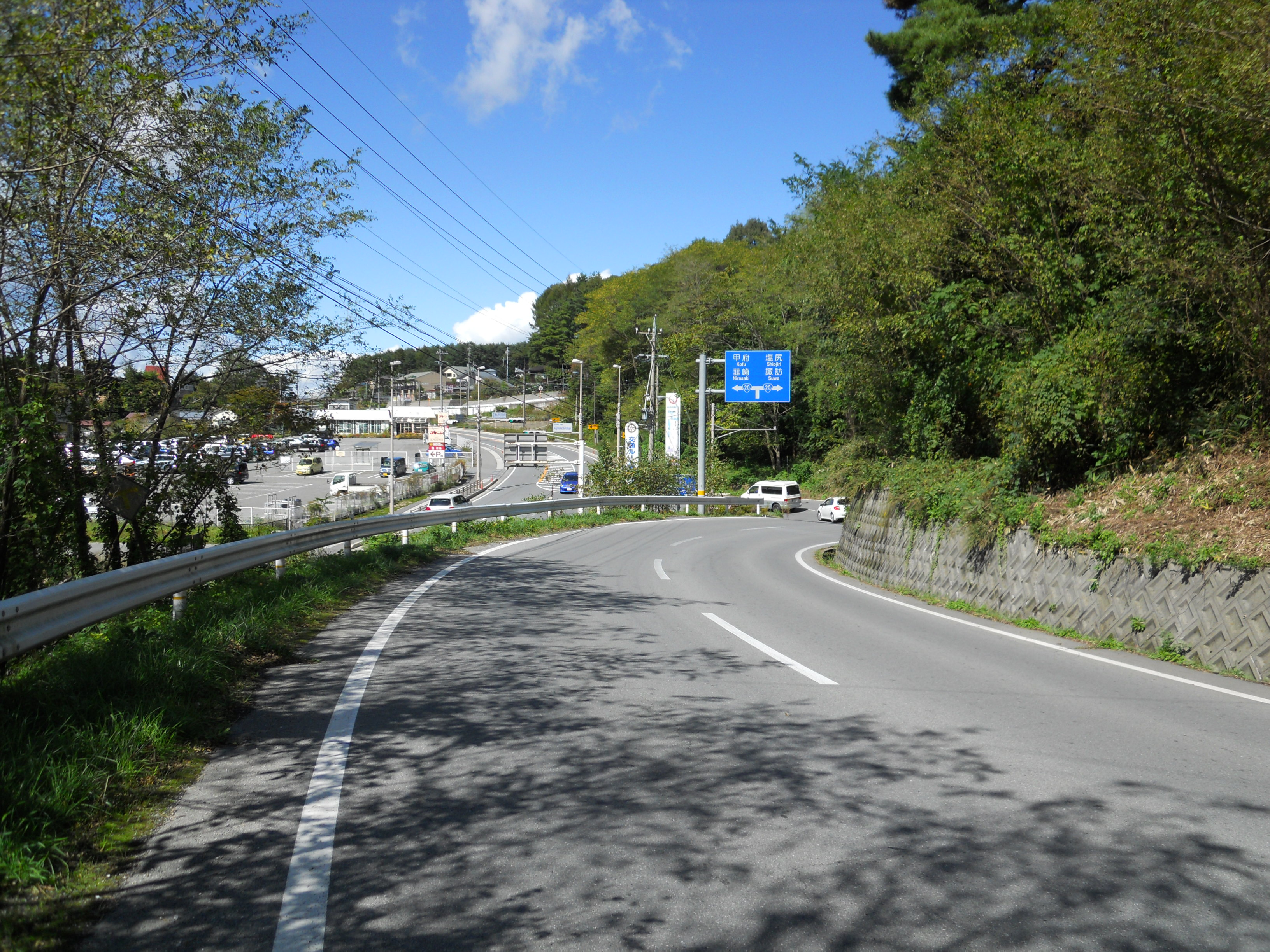
国道20号交点（終点）

長野県道189号中新田富士見線（ながのけんどう189ごう なかしんでんふじみせん）は、長野県諏訪郡原村と富士見町を結ぶ一般県道。

## 概要

### 路線データ
- 起点：諏訪郡原村字中新田（長野県道17号茅野北杜韮崎線交点）
- 終点：諏訪郡富士見町大字富士見（国道20号交点）

## 通過する自治体
- 長野県
  - 諏訪郡
    - 原村 - 富士見町

## 交差する道路
- 長野県道17号茅野北杜韮崎線
- 国道20号